# Jean Baptiste Christian Fusée Aublet
Jean Baptiste Christian Fusée Aublet (Salon-de-Provence, 4 november 1720 – Parijs, 6 mei 1778) was een Frans apotheker, botanicus en ontdekkingsreiziger. Hij was een pionier en specialist op het gebied van de flora van Frans-Guyana.

## Leven

### jonge jaren
Over zijn afkomst en vroege jeugd lijkt weinig bekend. Hij was nog jong toen hij in Toulon scheep ging voor een reis naar Grenada, waar hij een jaar verbleef bij de apotheker Don Antonio Sanchez Lopez. Na terugkeer in Salon-de-Provence ging hij naar Montpellier om daar de colleges van onder meer François Boissier de Sauvages de Lacroix (1706-1767) over geneeskunde en vooral botanie te volgen. Daarna begaf hij zich naar Lyon, waar hij Antoine de Jussieu ontmoette, en keerde toen terug om dienst te nemen als legerarts in het leger van Dom Philippe. Die betrekking liet hem veel tijd om planten te verzamelen. Hij vertrok vervolgens naar Parijs om daar colleges in de chemie te volgen bij Guillaume-François Rouelle (1703-1770), en colleges in de botanie aan de Jardin du Roi. Daar maakte hij kennis met diverse vooraanstaande mensen van zijn tijd.

### Mauritius
Het was voor de Franse Oost-Indische Compagnie dat hij, op voordracht van de minister van marine, werd uitgezonden naar Mauritius als botanicus en apotheker om daar een laboratorium op te gaan zetten voor het vervaardigen van medicamenten, en een botanische tuin. Hij verliet Parijs in 1752 en kwam nog datzelfde jaar aan op Mauritius, waar hij zich al snel kweet van de hem opgedragen taak en met succes een apotheek en botanische tuin opzette. Hij werkte daar als apotheker in dienst van de Franse Oost-Indische Compagnie en woonde er negen jaar.

### Conflict met Pierre Poivre
Gedurende zijn verblijf op Mauritius raakte hij in conflict met Pierre Poivre (1719-1786), een Franse missionaris, plantenkweker en bestuurder. Poivre had tijdens een onvrijwillig oponthoud in Batavia het idee opgevat om illegaal zaden of stekken van de muskaatboom en van de kruidnagelboom uit Nederlands-Indië te halen en die op Mauritius te gaan kweken teneinde een graantje mee te kunnen pikken van de zeer lucratieve specerijenhandel, waarop de VOC op dat moment het monopolie had. Poivre slaagde er inderdaad in clandestien stekken van die planten te bemachtigen en op Mauritius te planten. Hij vertrouwde die in 1754, toen hij zelf het eiland verliet voor een reis naar de Molukken, toe aan de zorgen van Aublet. Poivre bereikte de Molukken niet maar slaagde er wel in om van Timor opnieuw planten van de nootmuskaatboom mee terug te brengen. Bij terugkomst op Mauritius, in 1755, bleken alle planten van zijn eerste poging dood te zijn. Toen de nieuwe planten het op hun beurt ook niet redden, bracht een onderzoek aan het licht dat Aublet het werk had gesaboteerd. Aublet zelf gaf in een brief van 29 oktober 1755 aan de eilandsraad als reden dat de planten geen echte nootmuskaatbomen zouden zijn geweest. Poivre weerlegde die beschuldiging maar Aublet liet desondanks de planten moedwillig doodgaan omdat hij jaloers zou zijn geweest op het succes dat Poivre met de teelt van specerijen had.

### Terug in Frankrijk
Aublet keerde in 1762 terug in Parijs, nadat hij alle slaven die op Mauritius voor hem werkten hun vrijheid had gegeven. Hij trouwde een vrouw die afkomstig was van het eiland Madagaskar. Zij schonk hem een zoon. Datzelfde jaar stichtte hij ook een botanische tuin in zijn geboorteplaats, en introduceerde daar trompetbomen (Catalpa), tulpenbomen (Liriodendron) en esdoorns (Acer).

### Frans-Guyana
Nauwelijks terug in Frankrijk werd hem verzocht naar Frans-Guyana te gaan. Op 2 mei 1762 ontving hij een ministeriële opdracht om naar dat land te gaan in de functie van koninklijk apotheker. Hij vertrok op 30 mei 1762 en kwam in Cayenne aan op 23 juli van dat jaar. Van de flora van Frans-Guyana was tot op dat moment vrijwel niets bekend of beschreven en Aublet verzamelde er een uitgebreid herbarium. Door ziekte gekweld verliet hij het land alweer in 1764 maar bracht toen eerst nog een bezoek aan Santo-Domingo (Hispaniola), op verzoek van de Graaf van Estaing.

### Publicatie van deHistoire
Hij kwam in 1765 terug in Frankrijk met een aanzienlijk herbarium. De beschrijvingen en tekeningen liet hij controleren door Bernard de Jussieu, alvorens ze te laten graveren. Die gravures stelden hem in staat zijn Histoire des plantes de la Guiane Françoise samen te stellen. Het werk verscheen in 1775 in Parijs en bevatte bijna 400 kopergravures met afbeeldingen van planten. Veel van de namen die Aublet aan de nieuw beschreven geslachten en soorten gaf zijn afgeleid van de lokale namen, die voor andere botanici betekenisloos zijn. Al kort na het verschijnen van de Histoire vervingen daarom verschillende botanici (waaronder Scopoli en Schreber) Aublet's namen door namen die voor hen begrijpelijker of herkenbaarder waren, een gebruik dat toen niet ongewoon was maar nu wordt afgekeurd.

### Herbarium
Aublet had, mede door zijn diverse bezoeken aan de tropen, geen erg goede gezondheid. Hij overleed in Parijs in de leeftijd van 57 jaar. Kort voor zijn dood was zijn herbarium in eigendom gekomen van Jean-Jacques Rousseau, die hem echter nauwelijks twee maanden overleefde. De exacte geschiedenis van wat er daarna met het herbarium gebeurd is, is moeilijk te achterhalen. Ten minste een deel ervan is gekocht door Sir Joseph Banks (1743-1820) en bevindt zich nu in het Natural History Museum in Londen. Een deel bevindt zich in het herbarium van de Linnean Society of London. Duplicaten van zijn specimens bevinden zich in herbaria over de hele wereld. Lanjouw en Uittien ontdekten in 1940 een deel van het herbarium dat oorspronkelijk deel heeft uitgemaakt van de collectie van Rousseau. Sinds 1953 bevindt dat deel van het herbarium zich in het Muséum National d'Histoire Naturelle.

## Werk

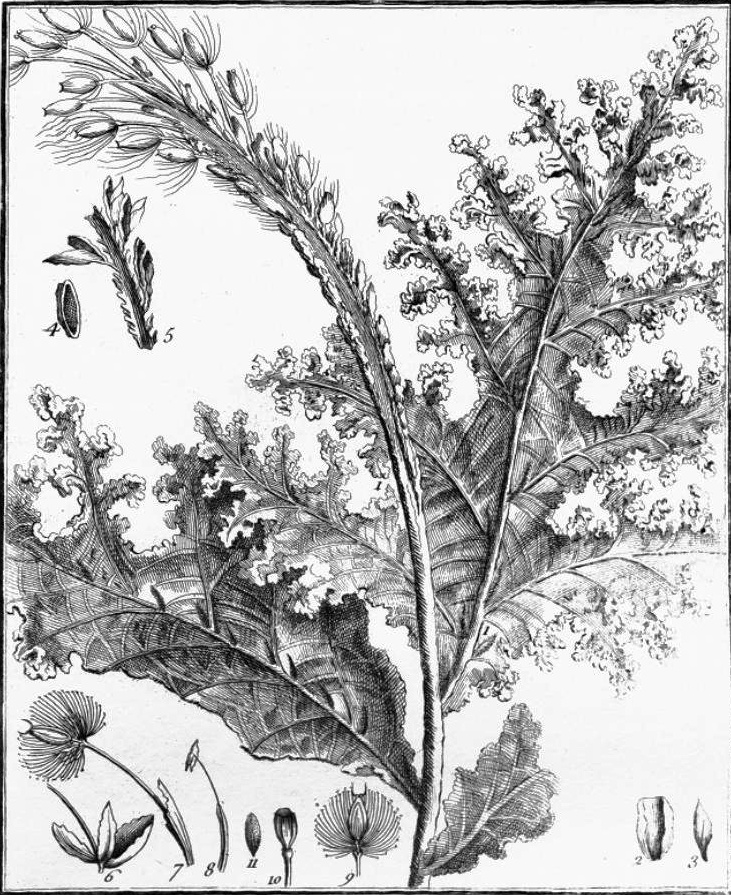
Planche 233, afbeelding van Mourera fluviatilis, een van de bijna 400 kopergravures in Histoire des plantes de la Guiane Françoise.

Aublet is als botanicus van blijvend belang omdat hij de eerste was die een beschrijving van de flora van Frans-Guyana publiceerde:
- Histoire des plantes de la Guiane Françoise, Parijs (1775) online op Botanicus, idem op CSIC

Vrijwel iedere botanicus die studie maakt van de Neotropische flora moet op enig moment Aublets standaardwerk consulteren.

## Eponiemie
Aublet is nogal wat keren de eer te beurt gevallen om vernoemd te worden in de naam van een plantengeslacht, daaronder ook ongeldig gepubliceerde namen (tussen aanhalingstekens):
- Aubletia Gaertn. (Lythraceae) Fruct. Sem. Pl. 1: 379. t. 78. f. 2 (1788), een geslacht met één soort: Aubletia caseolaris Gaertn.
- Aubletella Pierre (Sapotaceae) Notes Bot. Sapot. 2: 47 (1891)
- Aubletiana J. Murillo (Euphorbiaceae) Revista Acad. Colomb. Ci. Exact. 24(92): 360 (2000)
- "Aubletia" Le Monnier ex Rozier (Verbenaceae) Introd. Obs. Phys. 1: 367 (1771) (sphalm. Obletia); vide Dandy, Ind. Gen. Vasc. Pl. 1753-74 (Regn. Veg. 51): 30 (1967)
- "Aubletia" Schreb. (Tiliaceae) Gen. Pl. ed. 8[a] 1: 353 (1789)
- "Aubletia" Lour. (Rhamnaceae) Fl. Cochinch. 1: 283 (1790), synoniem voor Paliurus Mill.
- "Aubletia" Rich. (Rutaceae) Syn. Pl. (Persoon) 2: 638 (1807)

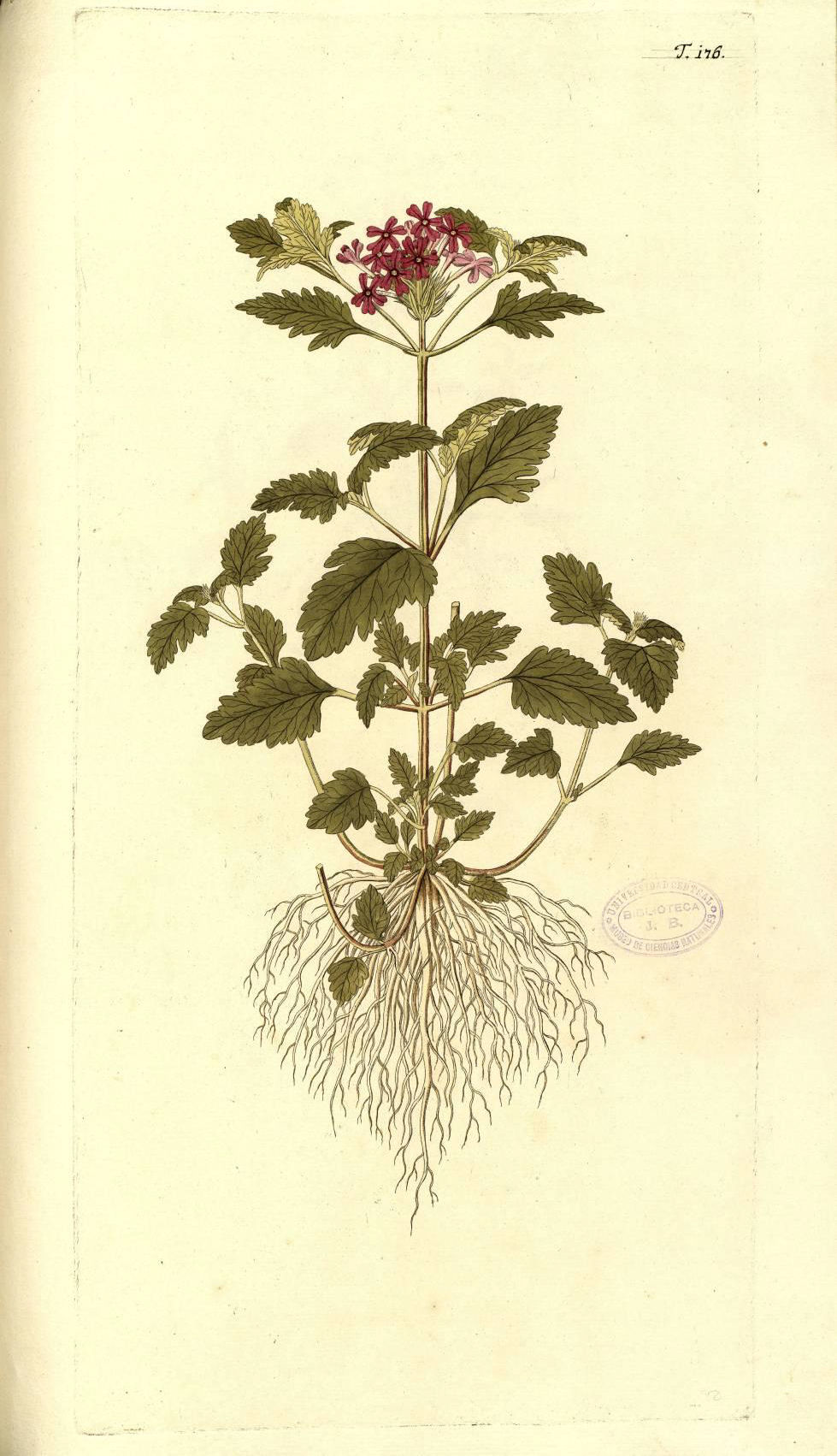
T 176, afbeelding van Verbena aubletia Jacq. in Hortus Botanicus Vindobonensis deel 2 (1772) van Jacquin.

Enkele van de ruim 50 soorten die een epitheton dragen waarin Aublet is vernoemd:
- Allamanda aubletii Pohl (Apocynaceae) Pl. Bras. Icon. Descr. 1: 75 (1827)
- Anthurium aubletii Kunth (Araceae) Enum. Pl. 3: 81 (1841)
- Bactris aubletiana Trail (Arecaceae) J. Bot. 14: 372 (1876)
- Cordia aubletii DC. (Boraginaceae) Prodr. 9: 490 (1845)
- Verbena aubletia Jacq. (Verbenaceae) Hort. Bot. Vindob. 2: 82 (1772), synoniem voor: Buchnera canadensis L. 1767, Verbena canadensis (L.) Britton (1894), nu: Glandularia canadensis (L.) Nutt. (1835)
- Paliurus aubletia Roem. & Schult. (Rhamnaceae) Syst. Veg. ed. 15bis 5: 343 (1819)

- Bibliothèque nationale de France: cb107048832 (data)
- Author citation (botany): Aubl.
- Gemeinsame Normdatei: 117668702
- International Standard Name Identifier: 0000 0000 2913 2462
- Library of Congress Control Number: n86000631
- Nederlandse Thesaurus van Auteursnamen: 285492144
- Réseau des bibliothèques de Suisse occidentale: 02-A022937760
- Système universitaire de documentation: 077124898
- Virtual International Authority File: 50008866
- WorldCat: E39PBJhmHccFm4QrXMKTY9tkDq